# 광주동성고등학교
광주동성고등학교(光州東成高等學校)는 대한민국 광주광역시 남구 진월동에 있는 사립 고등학교이다.

## 학교 연혁
- 1921년 4월 1일 : 광주 사립 호남보통학교를 이 고장의 독지가 유은 최선진 선생이 설립 단독 운영
- 1945년 11월 13일 : 광주 사립 호남보통학교를 모체로 광주공립상업전수학교의 교구 일체를 인수, 최선진 선생을 중심으로 6년제의 광주 상업중학교를 설립 운영
- 1951년 9월 1일 : 학제 변경에 따라 광주상업중학교를 광주상업고등학교와 광주 동성중학교로 분리운영
- 1979년 2월 5일 : 근로 청소년 특별학급 4학급 설치
- 1983년 9월 15일 : 주간 각 학년 12학급, 야간 8학급, 계 60학급 인가
- 1993년 3월 1일 : 남구 진월동 406번지에 교사 신축 이전
- 1997년 8월 4일 : 정보처리과 6학급, 사무자동화과 6학급, 계 36학급 인가
- 2001년 3월 1일 : 학교 교명 변경 (광주동성고등학교)
- 2022년 6월 7일 : 제10대 이사장 정행웅 선생 취임
- 2024년 3월 1일 : 제40대 교장에 선영구 선생 취임
- 2025년 1월 10일 : 제74회 졸업식(총 졸업생수 41,818명)
- 2025년 3월 4일 : 신입생 입학(8학급 179명)

## 참고 자료
- 광주동성고등학교 - 한국교육학술정보원 학교알리미